# Zuhatzu

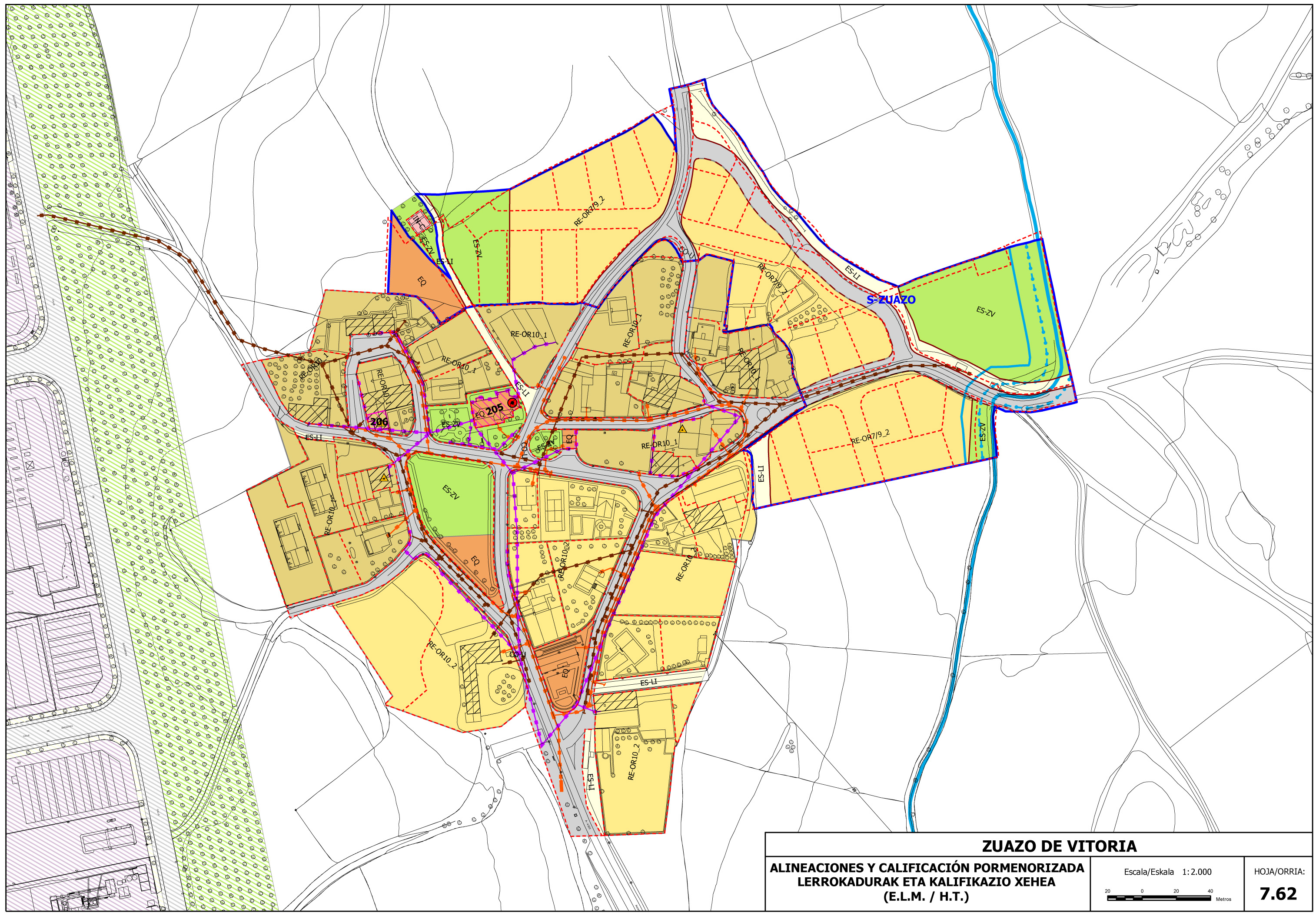
plànol de Zuhatzu, 2007

Zuhatzu/Zuazo de Vitoria és un poble i concejo pertanyent al municipi de Vitòria. Tenia 60 habitants en (2007). Forma part de la Zona Rural Sud-oest de Vitòria.

## Situació
Es troba a 568 msnm a 4 a l'oest de Vitòria, a mig vessant en els contraforts de les muntanyes de Vitòria, entre els rierols Zuhatzu i Torgiko, afluents del riu Zadorra.
Encara que a l'oest i al nord es troba el polígon industrial de Júndiz, no està unit a Vitòria. A l'est es troba el parc Forestal de Zabalgana i al sud la N-102 que enllaça amb l'A-1 i Vitòria. Al seu torn es troben les instal·lacions esportives del Deportivo Alavés, l'equip de futbol de la ciutat i l'únic càmping de primera categoria de tota Àlaba, el càmping Ibaia.

## Demografia
| 2000 | 2001 | 2002 | 2003 | 2004 | 2005 | 2006 | 2007 |
| ---- | ---- | ---- | ---- | ---- | ---- | ---- | ---- |
| 59   | 58   | 58   | 57   | 60   | 67   | 61   | 60   |

## Història
Apareix com a Zuhazu en el Cartulari del Monestir de San Millán de la Cogolla de 1025. Altres noms amb què apareix a les cròniques són Suazo (1051), Çuaçu (1257), Zuazu (1331) i Zoazo (1810).
Segons informacions en el lloc va existir una torre que no era pairal. En l'actualitat es pot observar un escut dels senyors d'Estella i Zuazo, conservat en una façana. L'església de la localitat té un pòrtic de tres arcs amb portada romànica. S'erigeix en honor de Sant Esteve.